# 于正
（1978年2月28日—），原名余征，出生於浙江海宁长安镇，中国大陆编剧、制片人。

## 履历
1999年11月，于正进入李惠民工作室，担任编剧。
2002年，于正在上海成立“于正工作室”。
2005年，于正移至北京。同年制作电视剧《烟花三月》和《大清后宫》等而成名。2007年，于正获《电视剧》杂志年度十大编剧。
2008年12月，凭借《最后的格格》获南方盛典年度最佳编剧。
2010年，因制作后宫题材古装剧《美人心计》而获得关注，这一类型的剧作受到女性观众喜爱。之后，于正制作了许多此类剧作。
2011年，因担任《宫锁心玉》编剧和制片人并凭该剧获16届亚洲电视大奖亚洲最佳编剧奖。
2013年8月，于正制作的首部电影，周冬雨主演的《宫锁沉香》上映。2013年担任电视剧《新笑傲江湖》编剧和制片人。同时担任《陆贞传奇》、《像火花像蝴蝶》制片人、出品人。
2014年11月，凭借电视剧《笑傲江湖》荣获第十届中美电影节中国电视剧最佳编剧奖。
2017年6月，于正担任总制片人的电视剧《延禧攻略》开机，该剧因其紧凑剧情和精致的中式服化道获得了成功，在包括东南亚之内的多国播出。
2018年7月，于正担任第46届国际艾美奖半决赛评委。2019年11月，其担任发起人的综艺《演技派》上线。
2019年4月，于正受邀参与了第22届哈佛中国论坛哈佛中国论坛娱乐分论坛的演讲。
2020年3月，担任总制片人的民国题材电视剧《鬓边不是海棠红》上线。
2024年6月2日，其制作的电视剧，吴谨言、王星越主演的《墨雨云间》首播。2024年12月，于正出席新加坡亚洲电视论坛展览会。

## 作品

### 电视剧
| 首播日期       | 開拍年份 | 片名                   | 职务                                             |
| 2003年         | 2002年   | 带我飞带我走           | 编剧之一                                         |
| 2004年         | 2003年   | 荆轲传奇               | 编剧之一                                         |
| 2005年         | 2004年   | 烟花三月               | 编剧之一、总策划之一                             |
| 2006年         | 2005年   | 我爱河东狮             | 编剧之一                                         |
| 2006年         | 2005年   | 大清后宫               | 编剧、总策划之一                                 |
| 2007年         | 2006年   | 楚留香传奇             | 编剧之一                                         |
| 2008年3月11日  | 2007年   | 最后的格格             | 编剧、总策划之一                                 |
| 2008年3月26日  | 2007年   | 胭脂雪                 | 编剧                                             |
| 2008年11月26日 | 2008年   | 一千滴眼泪             | 编剧、艺术总监                                   |
| 2009年1月22日  | 2008年   | 玫瑰江湖               | 编剧、监制                                       |
| 2009年1月22日  | 2008年   | 锁清秋                 | 编剧、艺术总监、制片人之一                       |
| 2009年9月9日   | 2009年   | 贤妻良母               | 编剧、出品人之一                                 |
| 2010年1月2日   | 2009年   | 大丫鬟                 | 编審、艺术总监、制片人之一                       |
| 2010年3月15日  | 2009年   | 美人心計               | 编剧、艺术总监、制片人、出品人之一               |
| 2010年10月10日 | 2010年   | 欢喜婆婆俏媳妇         | 编剧、艺术总监、制片人                           |
| 2010年10月26日 | 2010年   | 国色天香               | 编審、艺术总监、制片人、出品人之一               |
| 2011年1月31日  | 2010年   | 宫（宫锁心玉）         | 编剧、制片人、艺术总监                           |
| 2011年10月21日 | 2010年   | 唐宮美人天下           | 编剧、艺术总监、制片人、出品人之一               |
| 2011年11月13日 | 2011年   | 被遗弃的秘密（藏心术） | 艺术总监、制片人                                 |
| 2012年1月20日  | 2011年   | 宫锁珠帘               | 编剧、艺术总监、制片人之一                       |
| 2012年5月8日   | 2011年   | 赏金猎人               | 艺术总监、制片人                                 |
| 2012年7月10日  | 2011年   | 倾城雪（美人如畫）     | 艺术总监、制片人                                 |
| 2012年12月11日 | 2011年   | 王的女人               | 编剧、艺术总监、制片人                           |
| 2012年12月17日 | 2012年   | 山河恋·美人无泪        | 艺术总监、制片人之一                             |
| 2013年2月6日   | 2012年   | 笑傲江湖               | 編劇、艺术总监、制片人、出品人之一               |
| 2013年5月5日   | 2012年   | 陸貞傳奇               | 艺术总监、总制片人、出品人之一                   |
| 2013年6月22日  | 2012年   | 像火花像蝴蝶           | 艺术总监、制片人、出品人之一                     |
| 2014年4月8日   | 2013年   | 宫锁连城               | 编剧、艺术总监、总制片人、出品人之一             |
| 2014年9月7日   | 2014年   | 美人制造               | 编剧之一、编审、艺术总监、制片人、出品人之一     |
| 2014年12月3日  | 2013年   | 神雕侠侣               | 编剧、艺术总监、制片人                           |
| 2015年9月13日  | 2013年   | 大汉情缘之云中歌       | 艺术总监、制片人、出品人之一                     |
| 2015年10月4日  | 2014年   | 班淑传奇               | 编审、艺术总监、制片人、出品人之一               |
| 2017年2月23日  | 2015年   | 云巅之上               | 编审、艺术总监、总制片人、总策划之一、出品人之一 |
| 2018年1月14日  | 2017年   | 凤囚凰                 | 艺术总监、出品人之一                             |
| 2018年7月19日  | 2017年   | 延禧攻略               | 编审、艺术总监、总制片人                         |
| 2019年1月19日  | 2017年   | 皓鑭傳                 | 总编审之一、艺术总监、总制片人之一、出品人之一   |
| 2019年8月6日   | 2018年   | 烈火軍校               | 故事、总编审、艺术总监、总制片人、出品人         |
| 2020年3月20日  | 2018年   | 鬓边不是海棠红         | 艺术总监、总制片人、出品人                       |
| 2020年7月22日  | 2019年   | 拾光的秘密             | 艺术总监、总制片人、总出品人                     |
| 2021年4月5日   | 2019年   | 骊歌行                 | 艺术总监、总制片人、出品人之一                   |
| 2021年7月25日  | 2020年   | 玉楼春                 | 艺术总监、总制片人、出品人之一                   |
| 2021年11月8日  | 2020年   | 当家主母               | 艺术总监、总制片人、出品人之一                   |
| 2022年2月22日  | 2020年   | 尚食                   | 艺术总监、总制片人、出品人之一                   |
| 2022年5月19日  | 2019年   | 传家                   | 艺术总监、总制片人、出品人之一                   |
| 2023年5月20日  | 2021年   | 正好遇见你             | 艺术总监、总制片人、出品人之一                   |
| 2023年10月13日 | 2022年   | 為有暗香來             | 艺术总监、总制片人、出品人之一                   |
| 2024年6月2日   | 2023年   | 墨雨云间               | 制作人、出品人之一                               |
| 2025年1月25日  | 2024年   | 五福临门               | 制作人、出品人之一                               |
| 2025年6月6日   | 2024年   | 临江仙                 | 制作人、出品人之一                               |
| 待播           | 2024年   | 玉茗茶骨               | 制作人、出品人之一                               |
| 待播           | 2017年   | 梦回朝歌               | 编审、艺术总监、总制片人、出品人之一             |

### 网络剧
| 首播日期       | 拍攝   | 片名       | 职务                                 |
| 2013年8月1日   | 2012年 | 我為宮狂   | 故事、艺术总监、制片人               |
| 2014年12月15日 | 2014年 | 我為宮狂2  | 故事、艺术总监、总制片人、出品人之一 |
| 2015年2月2日   | 2014年 | 逆光之恋   | 艺术总监、总制片人之一、出品人之一   |
| 2016年6月30日  | 2015年 | 半妖倾城   | 编剧、艺术总监、总制片人之一         |
| 2016年10月24日 | 2016年 | 美人为馅   | 总编剧、艺术总监                     |
| 2016年12月30日 | 2016年 | 半妖倾城2  | 编剧、艺术总监、总制片人之一         |
| 2017年8月30日  | 2017年 | 大王不容易 | 原著、艺术总监、总制片人之一         |
| 2019年12月31日 | 2018年 | 金枝玉叶   | 编審、艺术总监、总制片人、出品人之一 |
| 2021年8月12日  | 2020年 | 双镜       | 艺术总监、总制片人                   |
| 2023年6月5日   | 2021年 | 微雨燕双飞 | 艺术总监、总制片人                   |

### 电影／网络电影
| 首播日期      | 拍攝   | 片名             | 职务                                 |
| 2013年8月13日 | 2012年 | 宫锁沉香         | 编剧、总制片人之一、出品人之一       |
| 2020年2月8日  | 2019年 | 紫禁城里的小食光 | 编剧、艺术总监、总制片人、出品人之一 |

### 綜藝節目
- 2015年 全员加速中（編劇）
- 2019年 演技派（发起人）

### 剧集歌曲作词
| 演唱           | 歌名                                           |
| 杨蓉           | 〈臣妾做不到〉（《美人制造》插曲）             |
| 杨蓉、白宇     | 〈沉眠〉（《美人为馅》主题曲）                 |
| 白鹿           | 〈凤囚凰〉（《凤囚凰》主题曲）                 |
| 陆虎           | 〈江南恨〉（《凤囚凰》片尾曲）                 |
| 陆虎           | 〈看〉（《延禧攻略》主题曲）                   |
| 陆虎           | 〈雪落下的声音〉（《延禧攻略》插曲）           |
| 秦岚           | 〈雪落下的声音〉（《延禧攻略》插曲）           |
| 李春嫒         | 〈宫墙柳〉（《延禧攻略》插曲）                 |
| 陆虎、黃雅莉   | 〈月出〉（《皓镧传》主題曲）                   |
| 陆虎           | 〈战士〉（《烈火军校》主题曲）                 |
| 董力           | 〈烈火〉（《烈火军校》片尾曲）                 |
| 陆虎           | 〈鬓边不是海棠红〉（《鬓边不是海棠红》主题曲） |
| 信             | 〈此生〉（《鬓边不是海棠红》片尾曲）           |
| 王一哲         | 〈此生此时〉（《鬓边不是海棠红》插曲）         |
| 陆虎           | 〈拾光的秘密〉（《拾光的秘密》主题曲）         |
| 陆虎           | 〈酸甜〉（《拾光的秘密》片尾曲）               |
| 赵弈钦、李浩菲 | 〈纯真年代〉（《拾光的秘密》插曲）             |
| 张楠、孙伊涵   | 〈爱多真，恨多深〉（《双镜》片头曲）           |
| 陈翔           | 〈双镜〉（《双镜》片尾曲）                     |
| 尚雯婕         | 〈双镜〉（《双镜》插曲）                       |
| 张楠           | 〈不朽〉（《双镜》插曲）                       |

## 出版书籍
| 年份   | 書名               |
| 2003年 | 《带我飞，带我走》 |
| 2005年 | 《烟花三月》       |
| 2006年 | 《大清后宫》       |
| 2008年 | 《最后的格格》     |
| 2008年 | 《胭脂雪》         |
| 2009年 | 《玫瑰江湖》       |
| 2010年 | 《美人心计画册》   |
| 2010年 | 《大丫鬟》         |
| 2011年 | 《宫锁心玉》       |
| 2014年 | 《宫锁连城》       |
| 2019年 | 《魔術師》         |
| 2020年 | 《修文物的男人》   |

## 争议事件

### 琼瑶起诉侵权案
2014年4月15日下午，台湾著名作家琼瑶在电视剧《花非花雾非雾》官方微博发布写给广电总局的公开信，举报编剧于正所写的《宫锁连城》抄袭《梅花烙》。 于正也在微博发布公开信回应琼瑶，称「绝对只是一次巧合和误伤」、「藝術本來是需要繼承與發展，甚至早期的韓劇也有很多對您的模仿，如《我的女孩》的架構類似《夢的衣裳》，《人魚小姐》跟《情深深雨濛濛》又有異曲同工之妙」等言論，引發爭議
2014年5月27日，琼瑶通过代理律师提交诉状，起诉于正等五被告侵犯其作品《梅花烙》的改编权、摄制权等著作权，要求五被告连带赔偿2,000万元。次日，北京市第三中级人民法院正式受理此案。
案件审理期间，于正等提管辖异议申请，希望将案件移送至浙江、湖南等地审理。2014年7月15日，北京市第三中级人民法院以出品单位之一的万达影视公司住所地位于北京市朝阳区，在北京市三中院辖区内，该院对此案具有管辖权为理由，驳回于正等四被告管辖权异议申请。
2014年12月25日，北京市第三中级人民法院一审判定四家公司停止《宫锁连城》的所有复制、发行和传播行为，于正在十日内刊登声明向琼瑶公开赔礼道歉，五被告还需共同赔偿琼瑶500万元经济损失并承担10万元的诉讼费。对此判决结果，于正工作室发表声明称：“一审判决认定事实不清，证据不足，适用法律不当”，并提起上诉。次日，王思聰轉發打臉于正視頻，並以犀利的語氣評價于正「像個腦癱兒童一樣」而引發中國網友熱議。
2015年12月，琼瑶起诉于正侵权案终审落幕，北京市高级人民法院判决驳回各被告上诉请求，维持原判。琼瑶胜诉，于正被判公开道歉，并停止传播《宫锁连城》，五出品方被告共计赔偿500万元人民币。2015年12月18日，琼瑶《梅花烙》著作权维权案终审落幕，北京市高级人民法院驳回各被告上诉请求，维持原判。判决即认定《宫锁连城》侵犯《梅花烙》的改编权和摄制权，判令被告方停止侵权，于正向琼瑶道歉，被告方赔偿原告500万元。
2018年1月2日，由于于正作为败诉方拒不执行北京中级人民法院关于于正必须公开道歉的判决，胜诉方琼瑶申请强制执行, 北京市第三中级人民法院受理。
2018年4月26日，北京市第三中级人民法院在《法制日报》第四版刊登此案案判决主要内容，且所需费用由被执行人于正负担。
2020年12月22日，宋方金、余飞等111位影视从业者发起联名抵制，点名有抄袭劣迹的于正是「文贼」。隔日，宋方金联名抵制名单新增45位影视从业者，呼吁媒体平台应停止对有劣迹从业者的宣传炒作和抄袭剽窃者不该成为社会榜样。同日，于正接受《每日文娱播报》的电话采访时回应说：「我觉得每个人都有过去，我不对我的过去做任何解释。我以后会用我的作品，和我的一切来证明我是个什么样的人。」同时于正表示不需要向汪海林去交代任何的事，随后便挂断电话，称该采访是存有恶意的。
2020年12月31日，自抄袭案的六年后，于正就抄袭案向琼瑶公开道歉：「关于《宫锁连城》侵犯《梅花烙》版权一事，我诚挚地向您道歉！ 这份道歉现在才来，并非我不愿意承认错误，而是我缺乏足够的勇气」，表示琼瑶是他从小的偶像，用了六年正视了这个错误，希望有机会当面道歉。当日，于正宣布退出《我就是演员3》节目录制。同日，琼瑶接受媒体访问时说，已经看到于正发的道歉，希望他知错能改，并发文回应：「在这2020年的最后一天，我终于等到了迟来的正义」。琼瑶的儿媳妇何琇琼也转发了于正的道歉长文，「迟来的道歉！总算为沉重的2020画下休止符！2021一切安好」。

### 其他
- 在中國大陸為一名頗具爭議性的製作人，在不顧觀眾連番差評之下仍力捧藝人袁姍姍接連擔网络劇女主角，曾言「袁姍姍不演配角、不客串」[31]，引發爭議；並因一連串發言如「袁姍姍會是第二位范冰冰」、「我的《笑傲江湖》跟李安的《少年Pi》有異曲同工之妙」等言論而備受批評。[32][33]
- 2012年10月30日，于正发微博称旗下演员因拒绝导演的陪酒要求，被导演以“身高不够”的理由替换掉，他虽未指名道姓，但网友推测该演员是杨蓉，导演则是电视剧《二叔》的导演习辛。11月5日，习辛对发表声明，指于正借机炒作，称杨蓉耍大牌怠慢工作才将其辞退，“潜规则”完全是无中生有[34]，之后因于正拒不道歉而起诉于正诽谤，2013年11月北京市第一中级人民法院终审判决，习辛诉于正名誉纠纷案胜诉。习辛表示，“其实这事儿很小，走法律程序，就是为了把事儿说清楚”。[35]
- 2013年3月，一组疑似编剧于正被打的实拍图片在网络传播。此后，工作室就此事发表声明，承认于正就是图片中被打的受害者，施暴者是一名演员，称是应一名演员的邀请商讨工作事宜，但期间该演员并未认真讨论工作，而是就新剧角色的归属问题进行挑衅，见于正无法当场允诺，即情绪激动起身泼洒咖啡，继而对于正施加暴力；声明表示「有理由怀疑这是一起恶意炒作事件，并已经报警」[36]。同日下午，演员沈泰在微博承认自己打了于正，但否认和不能上戏有关[37]。3月27日，再曝出打人者沈泰已被处罚拘留三天，並坚决為掌掴于正不道歉[38]。（参见编剧于正遭男演员暴打新浪专题[39]。[40]
- 编剧作品經常违背历史原型或小说原著。[41]2013年5月《陆贞传奇》在湖南卫视播出的电视剧《陆贞传奇》，把北齐朝致使北齐亡国的一代女奸陆令萱塑造成了果敢智慧的“传奇女宰相”，把昏庸无能的暴君北齐第四任皇帝高湛塑造成了聪明过人的明君。更把辽朝耶律洪基的皇后萧观音穿越到北齐，与高演、高湛兄弟发生各种爱恨纠葛。[42]
- 2014年10月，于正因影射討厭林心如遭圍剿[43]。
- 2014年12月25日，中国大陆悬疑小说作家周浩晖发表微博宣称将起诉于正的编剧作品《美人制造》抄袭自己的作品《邪恶催眠师》[44]。

## 曾獲獎項
| 年份   | 獎項                                                               |
| 2007年 | 獲《電視劇》雜誌年度十大編劇                                       |
| 2008年 | 獲南方盛典年度最佳編劇                                             |
| 2013年 | 「2013第八屆中國作家富豪榜」獲得首屆子榜單—「編劇作家富豪榜」第3名 |
| 2013年 | 第16屆亞洲電視大獎最佳編劇獎（宮）                                 |
| 2014年 | 第十届中美电影节中国电视剧最佳编剧奖（笑傲江湖）                   |

## 常用演员
含参与客串或友情演出，电影不计，括号内为最近参与剧集，*代表前／现旗下艺人。
| 數量 | 演員     | 劇名               |
| 16部 | 邓 莎    | 《传家》           |
| 14部 | 白 珊    | 《皓镧传》         |
| 13部 | 杨 蓉*   | 《当家主母》       |
| 13部 | 何晟铭*  | 《倾城雪》         |
| 12部 | 张哲瀚*  | 《梦回朝歌》       |
| 12部 | 高雨儿*  | 《鬓边不是海棠红》 |
| 12部 | 陈 晓*   | 《云巅之上》       |
| 11部 | 董 慧    | 《大王不容易》     |
| 11部 | 吕佳容   | 《半妖倾城》       |
| 11部 | 袁姗姗*  | 《云巅之上》       |
| 10部 | 米 热*   | 《拾光的秘密》     |
| 10部 | 蒋依依   | 《梦回朝歌》       |
| 10部 | 张 楠*   | 《风雨浓，胭脂乱》 |
| 9部  | 王一哲*  | 《尚食》           |
| 9部  | 王茂蕾*  | 《玉楼春》         |
| 9部  | 洪 尧*   | 《骊歌行》         |
| 8部  | 郑国霖   | 《传家》           |
| 8部  | 刘恩尚   | 《传家》           |
| 8部  | 苏 青    | 《延禧攻略》       |
| 7部  | 刘 敏*   | 《尚食》           |
| 7部  | 何奉天*  | 《传家》           |
| 7部  | 王 琳    | 《皓镧传》         |
| 7部  | 张雪迎*  | 《班淑传奇》       |
| 7部  | 周牧茵   | 《笑傲江湖》       |
| 7部  | 冯绍峰   | 《宫锁珠帘》       |
| 7部  | 马文龙   | 《宫锁珠帘》       |
| 7部  | 高 昊    | 《倾城雪》         |
| 6部  | 吴谨言*  | 《尚食》           |
| 6部  | 许 凯*   | 《尚食》           |
| 6部  | 张逸杰*  | 《传家》           |
| 6部  | 张译兮*  | 《传家》           |
| 6部  | 赵弈钦*  | 《拾光的秘密》     |
| 6部  | 杨明娜   | 《凤囚凰》         |
| 6部  | 何彦霓   | 《班淑传奇》       |
| 6部  | 宗峰岩   | 《云中歌》         |
| 5部  | 茅子俊   | 《当家主母》       |
| 5部  | 白 鹿*   | 《玉楼春》         |
| 5部  | 何佳怡   | 《传家》           |
| 5部  | 黑 子    | 《骊歌行》         |
| 5部  | 杜 淳    | 《鬓边不是海棠红》 |
| 5部  | 张 檬    | 《班淑传奇》       |
| 5部  | 张雅萌   | 《班淑传奇》       |
| 5部  | 汤镇业   | 《班淑传奇》       |
| 5部  | 王 双    | 《班淑传奇》       |
| 5部  | 赵丽颖   | 《云中歌》         |
| 5部  | 包贝尔   | 《云中歌》         |
| 5部  | 张天阳   | 《神鵰侠侣》       |
| 5部  | 罗 晋    | 《美人制造》       |
| 5部  | 薛佳凝   | 《美人制造》       |
| 5部  | 黄海冰   | 《倾城雪》         |
| 4部  | 秦 岚    | 《一起来传承吧》   |
| 4部  | 何瑞贤*  | 《尚食》           |
| 4部  | 黄馨瑶*  | 《玉楼春》         |
| 4部  | 方安娜   | 《传家》           |
| 4部  | 李春嫒   | 《鬓边不是海棠红》 |
| 4部  | 米 雪    | 《鬓边不是海棠红》 |
| 4部  | 孙 傲*   | 《梦回朝歌》       |
| 4部  | 方楚彤   | 《梦回朝歌》       |
| 4部  | 练束梅   | 《梦回朝歌》       |
| 4部  | 张馨予   | 《凤囚凰》         |
| 4部  | 吴岱融   | 《云巅之上》       |
| 4部  | 曹馨月   | 《班淑传奇》       |
| 4部  | 严屹宽   | 《神鵰侠侣》       |
| 4部  | 王仁君   | 《宫锁连城》       |
| 4部  | 刘雪华   | 《陆贞传奇》       |
| 4部  | 姜 鸿    | 《陆贞传奇》       |
| 4部  | 黄文豪   | 《笑傲江湖》       |
| 3部  | 汪汐潮   | 《玉楼春》         |
| 3部  | 聂 远*   | 《传家》           |
| 3部  | 李一桐   | 《骊歌行》         |
| 3部  | 蒋梦婕   | 《骊歌行》         |
| 3部  | 吴佳怡*  | 《骊歌行》         |
| 3部  | 佘诗曼   | 《鬓边不是海棠红》 |
| 3部  | 白 宇    | 《梦回朝歌》       |
| 3部  | 何泓姗   | 《梦回朝歌》       |
| 3部  | 海 陆    | 《梦回朝歌》       |
| 3部  | 陈秀丽   | 《梦回朝歌》       |
| 3部  | 石悦安鑫 | 《皓镧传》         |
| 3部  | 关晓彤   | 《凤囚凰》         |
| 3部  | 张嘉倪   | 《延禧攻略》       |
| 3部  | 戴春荣   | 《延禧攻略》       |
| 3部  | 高 洋    | 《延禧攻略》       |
| 2部  | 王 艳    | 《尚食》           |
| 2部  | 黄 奕    | 《当家主母》       |
| 2部  | 徐海乔   | 《当家主母》       |
| 2部  | 郑 凯*   | 《玉楼春》         |
| 2部  | 陈都灵   | 《玉楼春》         |
| 2部  | 苗 圃    | 《传家》           |
| 2部  | 檀健次   | 《骊歌行》         |
| 2部  | 林 鹏    | 《骊歌行》         |
| 2部  | 尹 正    | 《鬓边不是海棠红》 |
| 2部  | 白 冰    | 《鬓边不是海棠红》 |
| 2部  | 李依晓   | 《鬓边不是海棠红》 |